# 叶财林
叶财林，中华人民共和国政治人物。
担任工业劳模、1956年补选第一届全国人民代表大会代表。